# Parafia św. Franciszka z Asyżu w Ostrołęce
Parafia pw. św. Franciszka z Asyżu w Ostrołęce – rzymskokatolicka parafia należąca do dekanatu Ostrołęka – św. Antoniego, diecezji łomżyńskiej, metropolii białostockiej.

## Historia
Parafia pw. św. Franciszka z Asyżu została erygowana w dniu 11 września 1994 roku przez biskupa łomżyńskiego Juliusza Paetza. Powstała z terytorium parafii św. Antoniego i Zbawiciela Świata w Ostrołęce oraz Najświętszego Serca Jezusowego w Rzekuniu.
Staraniem ks. Tadeusza Zawadzkiego, wikariusza parafii św. Antoniego w Ostrołęce, w roku 1994 została wybudowana drewniana kaplica, którą 11 września tego samego roku pobłogosławił ks. sufragan Tadeusz Zawistowski.

## Kościół parafialny
Ks. proboszcz Witold Kamiński w roku 1999 podjął prace przygotowawcze do budowy kościoła parafialnego. Aktualnie trwa wyposażanie kościoła parafialnego.
Plebania
Plebania murowana została wybudowana w latach 1997–1998.

## Zasięg parafii
W granicach parafii znajdują się ulice Ostrołęki:

- Astrowa,
- Azaliowa,
- ks. F. Blachnickiego,
- Bohaterów Warszawy,
- kpt. J. Kozłowskiego „Lasa”,
- Chabrowa,
- Chryzantemowa,
- Daliowa,
- gen. S. Sochaczewskiego,
- Fiołkowa,
- Frezjowa,
- Z. Glogera,
- Goździkowa,
- Hubalczyków,
- Irysowa,
- Kameliowa,
- gen. F. Kleeberga,
- Hugo Kołłątaja,
- ks. S. Konarskiego,
- Kwiatowa,
- Lawendowa,
- Liliowa,
- 11 Listopada,
- Ławska,
- gen. S. Maczka,
- gen. Z. Madalińskiego,
- Makowa,
- D. Maliszewskiego,
- Malwowa,
- Nagietkowa,
- Narcyzowa,
- Nasturcjowa,
- płk. A. Jezierskiego,
- Ostrowska,
- Palmowa,
- W. Pola,
- M. Rataja,
- gen. S. Roweckiego „Grota”,
- Różana,
- gen. W. Sikorskiego,
- mjr. H. Sucharskiego,
- Tulipanowa,
- rtm. W. Pileckiego,
- Komisji Edukacji Narodowej.

## Proboszczowie
- ks. Tadeusz Zawadzki (1994–1996)
- ks. kan. mgr Marian Mieczkowski (1996–1999)
- ks. kan. Witold Kamiński (1999–2023)
- ks. Andrzej Kotarski (od 2023)

## Grupy parafialne
Źródło: oficjalna strona parafii
Żywy Różaniec, Ruch Światło-Życie, Kurs Alpha, Ministranci, Wspólnota Theoforos, Chór Parafialny, Schola Młodzieżowa, Schola Dziecięca.